# Samostan Pažaislis
Samostan u Pažaislisu (lit.:Pažaislio vienuolynas, {polj.:klasztor w Pożajściu) tvore najveći samostanski kompleks u Litvi, i jedan od najveličanstvenijih primjera talijanske barokne arhitekture u Istočnoj Europi. [nedostaje izvor]

## Zemljopisni položaj
Nalazi se u Kaunasu, drugom najvećem gradu u Litvi, na poluotoku u Kaunaškom jezeru (lit.:Kauno marios), u blizini jahtaškog kluba, na 54,876° sjeverne zemljopisne širine i 24,022° istočne zemljopisne dužine.

## Povijest
Utemeljio ga je 1662. veliki kancelar Krzysztof Zygmunt Pac za red kamaldolijanskih heremita.
Glavni dio zgrade je bio izgrađen do 1674., a dovršena je 1712. godine. Nacrte je napravio Pietro Puttini, nadzor su vršili Carlo and Pietro Puttini te Giovanni Battista Frediani. 
Izgradnju zvonika i kupole nakon 1755. je novčario kraljev komornik Michał Jan Pac.
Rusko Carstvo je 1832. zatvorilo crkvu, a kasnije ju je prenamijenilo u pravoslavnu crkvu. Nakon 1920., narušena zgrada je vraćena rimokatoličkoj crkvi te je vraćena časnim sestrama litvanskog konventa svetog Kazimira. 
Nakon drugog svjetskog rata, sovjetske vlasti su prenamijenile crkvu i samostan u prostore za smještaj pismohrana, psihijatrijsku bolnicu i na koncu u umjetničku galeriju (1966.). 1990-ih samostanski kompleks je vraćen časnim sestrama i radovi na obnovi konventa su započeli.

## Glazbeni festival
Danas se u samostanu održava svake godine međunarodni Pažaislis Music Festival. 
Prvi put se održao 1996. Traje tri ljetnja mjeseca i nudi 30 raznih koncerata. Od poznatijih gostiju, ondje je nazočio Jehudi Menjuhin dvaput.
Na ovom festivalu se izvodi europska klasična glazba raznih grana, počevši od Mozarta do ABBA-inih klasika. Neki od koncerata su besplatni posjetiteljima, dok je pristup za ostale uz manju novčanu naknadu. Konceerti se održavaju na raznim mjestima diljem Litve (kao što je dvorac u Kaunasu, sveučilište u Klaipėdi, ili čak zračna luka Pociūnai).

## vidi još
- crkva sv. Petra i Pavla

## Slike
- Pogled sa poluotoka Pažaislisa
- Pogled na cjelinu s jugozapada

## Vanjske poveznice
- Članak  Arhivirana inačica izvorne stranice od 18. siječnja 2005. (Wayback Machine) (na engleskom)